# Grand Prix moto des États-Unis 2013
Le Grand Prix moto des États-Unis 2013 est la neuvième manche du championnat du monde de vitesse moto 2013. La compétition s'est déroulée du 19 au 21 juillet 2013 sur le Circuit de Laguna Seca situé près de la ville de Monterey en Californie devant plus de 46 256 spectateurs.
C'est la 20e édition du Grand Prix moto des États-Unis et la 17e édition comptant pour le championnat du monde.
Une fois de plus cette année, seules les MotoGP participent à cette course.

## Résultat des MotoGP
À la suite de ses victoires au Sachsenring et à Laguna Seca, Marc Márquez, 20 ans et 154 jours, devient le plus jeune pilote MotoGP à avoir remporté deux courses consécutives battant ainsi le record détenu par Freddie Spencer.
Il est également le premier pilote MotoGP à avoir accroché la victoire dès sa première année sur le circuit de Laguna Seca.
Ce Grand Prix a aussi été marqué par la première pole et le premier podium du pilote allemand Stefan Bradl et par le troisième podium consécutif de Valentino Rossi, le 181e de sa carrière toutes catégories confondues.
Notes:
- Avant le départ du Grand Prix, une minute de silence a été observée en l'honneur du pilote Supersport Andrea Antonelli qui a succombé à ses blessures à la suite de sa chute en course sur le Moscow Raceway.

| Pos                        | Num | Pilote           | Moto          | Tours | Temps           | Grille | Points |
| -------------------------- | --- | ---------------- | ------------- | ----- | --------------- | ------ | ------ |
| 1                          | 93  | Marc Márquez     | Honda         | 32    | 44 min 00 s 000 | 2      | 25     |
| 2                          | 6   | Stefan Bradl     | Honda         | 32    | +2 s 298        | 1      | 20     |
| 3                          | 46  | Valentino Rossi  | Yamaha        | 32    | +4 s 498        | 4      | 16     |
| 4                          | 19  | Alvaro Bautista  | Honda         | 32    | +4 s 557        | 3      | 13     |
| 5                          | 26  | Dani Pedrosa     | Honda         | 32    | +9 s 257        | 7      | 11     |
| 6                          | 99  | Jorge Lorenzo    | Yamaha        | 32    | +12 s 970       | 6      | 10     |
| 7                          | 35  | Cal Crutchlow    | Yamaha Tech 3 | 32    | +15 s 304       | 5      | 9      |
| 8                          | 69  | Nicky Hayden     | Ducati        | 32    | +33 s 963       | 10     | 8      |
| 9                          | 4   | Andrea Dovizioso | Ducati        | 32    | +34 s 129       | 8      | 7      |
| 10                         | 8   | Hector Barbera   | FTR           | 32    | +1 min 02 s 369 | 13     | 6      |
| 11                         | 15  | Alex De Angelis  | Ducati        | 32    | +1 min 02 s 604 | 14     | 5      |
| 12                         | 5   | Colin Edwards    | FTR Kawasaki  | 32    | +1 min 03 s 593 | 15     | 4      |
| 13                         | 9   | Danilo Petrucci  | Ioda-Suter    | 32    | +1 min 20 s 450 | 16     | 3      |
| 14                         | 17  | Karel Abraham    | ART           | 32    | +1 tour         | 19     | 2      |
| 15                         | 68  | Yonny Hernandez  | ART           | 32    | +1 tour         | 18     | 1      |
| 16                         | 7   | Hiroshi Aoyama   | FTR           | 32    | +1 tour         | 21     |        |
| 17                         | 67  | Bryan Staring    | FTR Honda     | 32    | +1 tour         | 22     |        |
| 18                         | 52  | Lukas Pesek      | Ioda-Suter    | 32    | +1 tour         | 23     |        |
| Abd.                       | 38  | Bradley Smith    | Yamaha Tech 3 | 7     | +25 tours       | 9      |        |
| Abd.                       | 41  | Aleix Espargaro  | ART           | 5     | +27 tours       | 11     |        |
| Abd.                       | 14  | Randy de Puniet  | ART           | 4     | +28 tours       | 12     |        |
| Abd.                       | 71  | Claudio Corti    | FTR Kawasaki  | 3     | +29 tours       | 17     |        |
| Abd.                       | 70  | Michael Laverty  | PBM           | 1     | +31 tours       | 20     |        |
| Résultats Officiels MotoGP |     |                  |               |       |                 |        |        |